# TAP JAM CREW
TAP JAM CREW（タップジャムクルー）は、ジャンルレスなパフォーマンス集団。略称はTJC（ティージェーシー）若しくはTAP JAM。
“Make Smiles”を合い言葉にTapDancer,StreetDancer,Musician,HumanBeatBoxer,Painterなど、色彩豊かなの表現者たちが集い自由に自分を表現する。

## 基本情報
| 出身地     | 日本・東京     |
| 活動期間   | 2010年-        |
| メンバー   | メンバーを参照 |
| 事務所     | （株）4121     |
| 公式サイト | Official WEB   |

## 概要
TAP JAM CREW（タップジャムクルー）は代表SHUNがTapDanceの普及や自己表現の場として行っていたイベント「TAP JAM」のSessionに集まったメンバーにより結成。
当初、小さいイベントながらも濃密なSessionが噂を呼び、ある時から紹介・飛び入り等で、Street Dancer、Musician、Human Beat Boxer、Designerなど多ジャンル多彩なメンバーが集まるようになり始める。
各アーティストのエネルギー溢れたセッションの勢いは留まらず、2010年 蒲田の小さな箱から、ストリートへと飛び出した。
初めてのTAP JAMストリートセッションは街行く人々を釘付けにし、Crewを囲む人の輪は幾重にも重なった。
2010年頃よりTAP JAMは仲間内の枠を超えて、エンターテインメント集団「TAP JAM CREW」として活動を始める。
TAP JAM CREWは“お客さんも巻き込んだ生の空間”にこだわり、東京・関西、ある時は路上、ある時はクラブや大きなホール、児童施設からスタジアム、駅前の公園から野外フェスと神出鬼没にパフォーマンスを重ねている。
TAP JAM CREWのパフォーマンスには決まりきった音源や振付はない。パフォーマンスはその場で作り上げたその日限りのものとして、常にその場にいるメンバーで最高の空間を作り上げていく。
“ABOUT”.   TAP JAM CREW. 2015年3月10日閲覧。

## メンバー
名前・担当の後の（）内は、本名、あるいはTAP JAM CREW以外での活動名。

### TAP DANCERS
- SHUN　（しゅん・TAP DANCER）（服部駿）
- TAKAnali　(たかなり・TAP DANCER）
- さだぴ～　（さだぴ～・TAP DANCER）
- Cham　（ちゃむ・TAP DANCER）
- 雅　（みやび・TAP DANCER）
- HAYATO☆　（はやと・TAP DANCER）
- 綾香　（あやか・TAP DANCER）
- Aska Shiozawa　（あすか しおざわ・TAP DANCER）
- Tetsu　（てつ・TAP DANCER）
- 水里　（みずり・TAP DANCER）

### MUSICIANS
- 神田リョウ　（かんだ りょう・DRUMMER）
- 林 勇太郎　（はやし ゆうたろう・BASSIST）
- KAZ　（かず・HUMAN BEATBOX）
- 永田こーせー　（ながたこーせー・SAX）
- 辻本美博　（つじもとよしひろ・SAX）
- 松村広則　（まつむらひろのり・SAX）
- 佐藤 亘　（さとう わたる・DRUMMER）
- 安藤康平　（あんどうこうへい・SAX）
- 磯貝一樹　（いそがいかずき・GUITAR）
- Soy　（そい・DREAMER）
- AIBO　（あいぼ・HUMAN BEATBOX）
- Paku　（ぱく・HUMAN BEATBOX）
- MAI　（まい・SAX）
- WaKaNa　（わかな・SAX）
- 2mura　（つむら・GUITAR）
- バナナ　（ばなな・HUMAN BEATBOX）
- 納豆たくみ　（なっとうたくみ・HUMAN BEATBOX）
- 杏菩　（あんぼ・HUMAN BEATBOX）
- 篠塚ゆき　（しのづかゆき・SINGER）
- Shotaro　（しょうたろう・BASSIST）
- DJ Joshua　（じょしゅあ・DJ/DANCER）
- DJ Erykha　（えりか・DJ/SAX）
- TRIP　（とりっぷ・HUMAN BEATBOX）
- 多鹿大介　（たしかだいすけ・打楽器奏者）
- 山下万里朗　（やましたまりお・BASSIST）
- 中村江里花　（なかむらえりか・SAX）
- 海老原諒　（えびはらりょう・DRUMMER）
- 有賀要祐　（ありがようすけ・BASSIST）
- YusukeMorita　（もりたゆうすけ・BASSIST）
- Zu-nA　（ずーな・HUMAN BEATBOX）

### DANCERS
- TOSHIYA　（としや・HOUSE,etc）
- YUSUKE　（ゆうすけ・LOCK）
- アキチカ　（あきちか・LOCK,MJ）
- けたすずき　（けたすずき・HOUSE）
- ARO　（あろー・HIPHOP）
- SHIGE　（しげ・JAZZ HIPHOP）
- SUGURU　（すぐる・POPPON'）
- 福　（ふく・HOUSE）
- Shohey　（しょうへい・HIPHOP）
- KAZZ　（かず・HOUSE,etc）
- hitom!　（ひとみ・PUNKKING）
- ちゃーき　（ちゃーき・PUNKING）
- MeRiKa　（めりか・BREAK）
- hitomin　（ひとみん・JAZZ）
- 藤本どるこ　（ふじもとどるこ・contemporary）
- miku　（みく・JAZZ）
- Emy　（えみ・JAZZ）
- RIRIKA　（りりか・FREESTYLE）
- MORI　（もり・HOUSE）
- UPON　（うぽん・HOUSE）
- 村長　（そんちょう・FREESTYLE）
- 半田佳子　（はんだよしこ・JAZZ,Aerial Tissue）
- KASUMI　（かすみ・JAZZ,BEBOP）
- L　（える・HOUSE）
- AOI　（あおい・HIPHOP）
- 暖　（のん・HIPHOP）
- USK　（ゆうすけ・LOCK）
- PE　（ぺー・HOUSE）
- TOSHIKI　（としき・HIPHOP）
- Ashley　（あしゅれい・FREESTYLE）
- Shoji　（しょうじ・POPIN）
- KAHO　（かほ・FREESTYLE）
- B-Del　（びーでる・BREAK）
- U-nya　（うーにゃ・TAP,LOCK）
- TheMantis　（ざ まんてぃす・B-Boying）
- Yuuma Frescooo!!　（ゆうまふれすこ・FREESTYLE）
- Katsuya　（かつや・VOGUE,BREAK）
- Mao　（まお・HIPHOP,ANIMATION）
- 絵理　（えり・BALLET）
- Shun　（しゅん・HOUSE）
- Hiroshi　（ひろし・HIPHOP）
- Ketter　（けったー・SOUL,HIPHOP）

### ARTISTS
- YOSUKE　（よすうけ・DESIGN,PERCUSSION）
- KOH　（こー・DANCER,PHOTOGRAPH）
- ぶっさん　（ぶっさん・MovieMaker,HIPHOP）
- Hama→Show　（はましょう・DANCER,PHOTOGRAPHER）

### PERFORMERS
- 優和　（ゆうわ・FREESTYLE BASKETBALL）
- HIROKI　（ひろき・FREESTYLE BASKETBALL）
- Shota　（しょーた・FREESTYLE BASKETBALL）

### MC
- MC ニシガキ　（にしがき・MC）

“CREW”.   TAP JAM CREW. 2015年3月10日閲覧。